# Antonio Milić
Antonio Milić (Split, 10 de marzo de 1994) es un futbolista croata que juega en la demarcación de defensa para el Lech Poznań de la Ekstraklasa.

## Biografía
Tras empezar a formarse como futbolista a los ocho años en el HNK Hajduk Split, finalmente subió al primer equipo y debutó 26 de noviembre de 2011 en un encuentro de la Copa de Croacia contra el NK Jadran Gunja. Llegó a jugar con el club croata durante cuatro temporadas, llegando a ganar la Copa de Croacia en 2013. Posteriormente en 2015 se fue al KV Oostende por 500.000 euros, donde estuvo otras cuatro temporadas. El 22 de mayo de 2018 se marchó traspasado al RSC Anderlecht por los tres años siguientes. Tras un año en Bélgica, el 30 de agosto de 2019 se hizo oficial su cesión al Rayo Vallecano hasta final de temporada. Finalizada la misma regresó al equipo belga y no jugó ningún partido hasta abandonarlo de manera definitiva en enero de 2021 tras firmar por dos años y medio con el Lech Poznań.

## Selección
Tras jugar en la selección de fútbol sub-16 de Croacia, la sub-17, la sub-19 y la sub-21, finalmente hizo su debut con la selección absoluta el 6 de septiembre de 2018 en un partido amistoso contra Portugal que finalizó con un resultado de empate a uno tras los goles de Ivan Perišić para Croacia, y de Pepe para Portugal.

## Clubes
| Club                    | País    | Año       | Partidos | Goles |
| ----------------------- | ------- | --------- | -------- | ----- |
| H. N. K. Hajduk Split   | Croacia | 2011-2015 | 77       | 9     |
| K. V. Oostende          | Bélgica | 2015-2018 | 115      | 10    |
| R. S. C. Anderlecht     | Bélgica | 2018-2019 | 25       | 0     |
| Rayo Vallecano (cedido) | España  | 2019-2020 | 21       | 0     |
| R. S. C. Anderlecht     | Bélgica | 2020-2021 | 0        | 0     |
| Lech Poznań             | Polonia | 2021-     | 144      | 8     |

## Palmarés

### Campeonatos nacionales
| Título          | Club                  | País    | Año  |
| --------------- | --------------------- | ------- | ---- |
| Copa de Croacia | H. N. K. Hajduk Split | Croacia | 2013 |
| Ekstraklasa     | Lech Poznań           | Polonia | 2022 |
| Ekstraklasa     | Lech Poznań           | Polonia | 2025 |